# Буреїнський хребет
Буреїнський хребет — гірський хребет в південно-західній частині Хабаровского краю на півдні Далекого Сходу Росії, довжиною близько 400 км при максимальній висоті 2167 м.

## Географія
Буреїнський хребет простягається з півночі-північного сходу на південь-південний захід приблизно на 400 км між долиною річки Буреї (ліва притока Амуру) — на північному заході, долиною річки Кербі (ліва притока Німелена — на півночі, долиною річки Амгунь (ліва притока Амуру) — на південному сході та долинами річки Тирма (ліва притока Буреї) і її правою притокою Гуджал — на півдні. На південний схід, в районі великого вигину річки Амгун, він з'єднується з Баджальським хребтом. Південне передгір'я хребта знаходиться приблизно за 150 км на північний-захід від Хабаровська.
Гірський хребет утворений зі складених гранітами, гнейсами, осадовими і ефузивними породами рядом кількох окремих кряжів і середньогірських хребтів: Дусе-Алінь (2175 м), Ям-Алінь (г. Макіт, 2298 м), Езоп (1902 м), які визначаються як північне продовження Буреїнського хребта. Гірські масиви хребта, в основному утворені вершинами закругленої (закругленої) гольцевої форми, висотою: в південній частині — 1000—1100 м, в центральній та північній — 1600—2100 м. Максимальна висота самого хребта — 2167 м (51°11′4.19″ пн. ш. 133°55′11.29″ сх. д. / 51.1844972° пн. ш. 133.9198028° сх. д.) в центральній частині.
Хребет є вододілом річок Бурея, Амгунь та Урмі. На хребті є озеро Великий Сулук.
Хребет в районі Дусе-Аліньського хребта перетинається Байкало-Амурскою магістраллю, яка проходить через Дусе-Аліньский тунель, який має довжину 1852 м (50°45′24.12″ пн. ш. 133°24′3.6″ сх. д. / 50.7567000° пн. ш. 133.401000° сх. д.).

### Флора
Схили Буреїнського хребта покриті хвойними та листяними лісами.